# Doridella depressus
Doridella depressus är en snäckart som beskrevs av William E. Balch 1899. Doridella depressus ingår i släktet Doridella och familjen Corambidae. Inga underarter finns listade i Catalogue of Life.